# Sayyida Shirin
Sayyida Shīrīn (in persiano سیده شیرین‎), nota anche semplicemente come Sayyida (سیدا),"Signora). (... – Rey, 1028), fu una principessa della dinastia bāvandide che sposò l'emiro buwayhide Fakhr al-Dawla (regnante dal 976 al 980 e dal 984 al 997).
Fu l'autorità che de facto esercitò il potere nel Jibal (Iran orientale) per la maggior parte del regno di suo figlio, Majd al-Dawla (r. 997-1029).
È conosciuta per aver concesso il governo di Esfahan a suo cugino di primo grado ʿAlāʾ al-Dawla Muḥammad, segnando così l'inizio del potere della dinastia Kakuyide.

## Biografia

### Origini e primi anni
Sayyida Shirin era figlia di Rustam II (regnante dal 964 al 979), l'ispahbadh (sovrano) della dinastia bawandide del Tabaristan, una regione nel nord dell'Iran. La famiglia bawandide soleva ricondurre le proprie origini a Bav, che si diceva fosse nipote del principe sasanide Kāwūs, figlio del re dei re (shahanshah) Kawād I (r. 488-496; 498/499-531). Sayyida Shīrīn sposò in vita l'emiro buwayhide Fakhr al-Dawla (r. 976-980; 984-997), che esercitò la propria autorità sul Jibāl (Iran orientale), sul Tabaristan e sul Gorgan. La coppia ebbe due figli, Majd al-Dawla e Shams al-Dawla.

### Reggenza

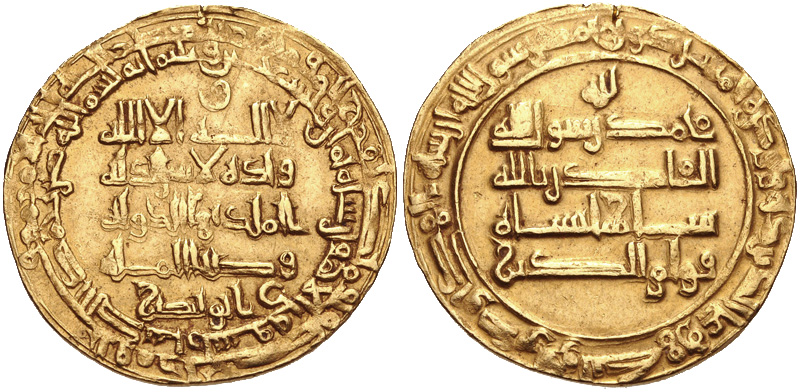
Moneta di Majd al-Dawla (r. 997-1029)

Dopo la morte di Fakhr al-Dawla per una malattia dello stomaco nel 997, il suo regno nel Jibāl fu diviso tra Abū Ṭālib Rustam, che ricevette la capitale di Rey e i suoi dintorni, e il figlio minore Shams al-Dawla, che ricevette i centri di Hamadan e Qirmisin fino ai confini della Mesopotamia. Entrambi furono insediati come co-reggenti da Sayyida Shīrīn, che divenne la reggente del regno a causa della loro giovane età. A prescindere dalla particolarità di questa situazione politica, restava il fatto che Shams al-Dawla era subordinato ad Abū Ṭālib Rustam. In questo frangente storico, il sovrano ziyaride Kāwūs/Qābūs (r. 977-981; 997-1012) si assicurò il Tabaristan e il Gorgan, che aveva precedentemente governato prima di essere sconfitto dai Buwayhidi. In seguito al fallimento di Majd al-Dawla nel respingere Qābūs, quest'ultimo amministrò entrambe le regioni sopra menzionate in maniera abbastanza agevole. Majd al-Dawla perse anche diverse città occidentali (tra cui Zanjan) in favore dei Sallaridi attivi in Azerbaigian. Il sovrano ed esponente degli Hasanwayhidi, Badr ibn Ḥasanwayh (r. 979-1013), che esercitava il proprio potere intorno a Qirmisin in veste vassallo buwayhide, si recò a Rey offrendosi di aiutare Majd al-Dawla nella gestione degli affari locali, ma la sua proposta venne bocciata. Come conseguenza, Badr continuò gradualmente a evitare di interessarsi alle questioni politiche di Rey. Almeno già nel 1003, Sayyida Shīrīn aveva assicurato il governo di Esfahan a suo cugino di primo grado ʿAlāʾ al-Dawla Muḥammad, segnando così l'inizio della dinastia kakuyide.

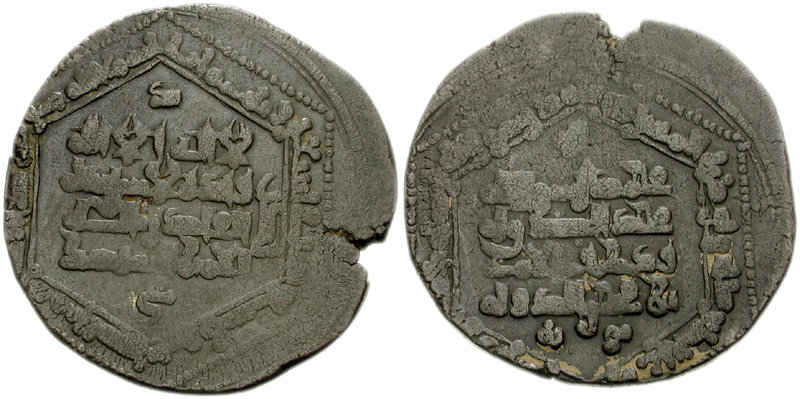
Moneta di Shams al-Dawla (r. 997-1021)

Nel 1008, con l'assistenza del suo visir Abū ʿAlī ibn ʿAlī, Majd al-Dawla tentò di porre fine alla reggenza di sua madre. Sayyida Shīrīn, tuttavia, fuggì a Badr ibn Ḥasanwayh e, assieme a Shams al-Dawla, pose Rey sotto assedio. Dopo diverse battaglie, la città infine cadde e Majd al-Dawla fu fatto prigioniero. Una volta imprigionato da sua madre nel forte di Tabarak, Shams al-Dawla assunse il potere a Rey. Un anno dopo, nel 1009, Sayyida Shīrīn entrò in urto con Shams al-Dawla, evento che la spronò a liberare e ripristinare l'autorità di Majd al-Dawla a Rey, mentre Shams al-Dawla dovette far ritorno ad Hamadan. Nonostante questi eventi, Sayyida Shīrīn continuò ad esercitare le sue funzioni come prima.
Nel 1014, Majd al-Dawla e Sayyida Shīrīn furono costretti a fuggire nei pressi del Damavand dopo un attacco compiuto a Rey da parte di Shams al-Dawla. Tuttavia, un ammutinamento tra le truppe di Shams al-Dawla costrinse quest'ultimo a ripiegare ad Hamadan, mentre Majd al-Dawla e Sayyida Shīrīn giunsero a Rey. Nello stesso anno, il noto studioso persiano Avicenna (morto nel 1037) andò a Rey, dove entrò al servizio di Majd al-Dawla e Sayyida Shīrīn. Lì prestò servizio come medico a corte, curando Majd al-Dawla, che soffriva di malinconia. Secondo quanto riferito, Avicenna in seguito servì come «amministratore delle finanze» di Sayyida Shīrīn a Qazvin e Hamadan, sebbene i dettagli su questo incarico non siano chiari. Avicenna in seguito si unì a Shams al-Dawla, forse a causa del suo avversario Abū l-Qāsim al-Kirmānī che lavorava anch'egli sotto Sayyida Shīrīn.
Nel 1016, Majd al-Dawla e Sayyida Shīrīn rifiutarono la richiesta dell'ufficiale militare daylamita Ibn Fulādh di diventare il governatore di Qazvin. Di conseguenza, quest'ultimo cominciò ad attaccare la periferia di Rey. Con l'aiuto del principe bavandide Abū Jaʿfar Muḥammad (morto nel 1028), Majd al-Dawla respinse Ibn Fulādh, costringendolo a cercare asilo dal sovrano ziyaride Manuchihr (r. 1012-1031). Lì Ibn Fulādh si assicurò l'assistenza di Manuchihr in cambio della sua fedeltà. Rinforzato da 2.000 soldati da Manuchihr, Ibn Fulādh cinse d'assedio Rey, costringendo così Majd al-Dawla a nominarlo governatore di Eṣfahān. In seguito a questo evento, ogni riferimento delle fonti a Ibn Fulādh scompare, circostanza che suggerisce che non fu in grado di sostituirsi all'allora governatore in carica di Eṣfahān, ʿAlāʾ al-Dawla Muḥammad.
Quando Sayyid Shīrīn morì nel 1028, le conseguenze dell'isolamento politico di Majd al-Dawla divennero evidenti. Ben presto dovette affrontare un'insurrezione provocata dai suoi soldati daylamiti e si rivolse in cerca di assistenza al sovrano ghaznavide Maḥmūd (r. 998-1030) per imbastire delle trattative. Maḥmūd desiderava espandere il suo potere a ovest, ma si era astenuto dall'attaccare Rey a causa dell'ingombrante presenza di Sayyida Shīrīn. Sfruttando la richiesta di aiuto di Majd al-Dawla come pretesto, Maḥmūd conquistò Rey nel marzo/aprile 1029. Egli depose Majd al-Dawla come sovrano e saccheggiò la città, ponendo fine al dominio dei Buyidi nella regione. Gran parte della grande biblioteca locale fu data alle fiamme, mentre molti abitanti vennero radunati e lapidati dopo essere stati condannati come eretici. Maḥmūd giustificò il suo assalto come un'operazione finalizzata a eliminare «gli infedeli Bāṭīniyya e gli innovatori malvagi».
L'iranologo Clifford Edmund Bosworth si è mostrato assai critico sulla decisione compiuta da Majd al-Dawla, ritenendola «sciocca».